# منتخب لاتفيا لكرة القدم الشاطئية
منتخب لاتفيا لكرة القدم الشاطئية هو ممثل لاتفيا الرسمي في المنافسات الدولية في كرة قدم شاطئية
، يديريه اتحاد لاتفيا لكرة القدم.